# Heraclia completa
Heraclia completa är en fjärilsart som beskrevs av Jordan 1913. Heraclia completa ingår i släktet Heraclia och familjen nattflyn. Inga underarter finns listade i Catalogue of Life.